# Nhật ký chú bé nhút nhát (phim)
Nhật ký chú bé nhút nhát (tiếng Anh: Diary of a Wimpy Kid) là một phim hài của Mỹ được sản xuất năm 2010 bởi đạo diễn Thor Freudenthal, dựa trên cuốn sách cùng tên của Jeff Kinney. Bộ phim được phát hành ngày 19 tháng 3 năm 2010 (tháng 9 ở Australia). Ngày 3 tháng 8 năm 2010, bộ phim được phát hành dưới dạng đĩa Blu-ray, DVD và iTunes.

## Nội dung
Cậu bé 11 tuổi Greg Heffley (do Zachary Gordon thủ vai) rất lo lắng khi bước vào trường trung học nhưng tin tưởng mình sẽ trở thành cậu bé nổi tiếng nhất trường. Tuy nhiên, mối lo khác của cậu là người bạn thân có vẻ ngoài không dễ nhìn cho lắm và hay xấu hổ, Rowley Jefferson (do Robert Capron thủ vai), liệu có ăn khớp với cậu. Trong khi Rowley là một người bạn tốt khi luôn giúp Greg thoát khỏi người anh trai hay hăm dọa của cậu, Rodrick (Devon Bostick thủ vai), thì Greg lại luôn lo lắng về những bộ trang phục khác người mà Rowley mặc sẽ làm cả hai người phải xấu hổ.
Vào ngày đầu đến trường, Greg Rowley gặp Angie Steadman (Chloë Grace Moretz thủ vai), một học sinh lớp 7 giúp việc cho văn phòng trường. Trong suốt năm đầu tiên, Angie cho Greg và Rowley thông tin về các hoạt động của trường trung học, nơi mà theo cô nó đã được tạo ra để lưu giữ những đứa trẻ trong khi chúng thực hiện quá trình chuyển đổi khó xử từ trẻ con thành thiếu niên. Bạn cùng lớp Chirag Gupta (Karan Brar thủ vai)
kể cho Greg và Rowley câu chuyện về miếng pho mát mốc meo ở trên sân bóng rổ của trường; khi chạm tay vào miếng pho mát, một học sinh tên Darren Walsh (Harrison Houde thủ vai) đã tạo ra lời nguyền "Chạm Pho mát" (Cheese Touch), bất cứ ai chạm vào miếng pho mát sẽ tạo ra sự hoảng loạn và họ phải chạm vào người khác để thoát khỏi lời nguyền. Lời nguyền "Chạm Pho mát" cuối cùng đã được mang đi bởi một sinh viên trao đổi người Đức tên là Dieter Müller, cậu đã quay lại Düsseldorf vào mùa hè và mang theo lời nguyền.

## Phân vai
- Zachary Gordon trong vai Greg Heffley
- Devon Bostick trong vai Rodrick Heffley
- Robert Capron trong vai Rowley Jefferson
- Rachael Harris trong vai Susan Heffley
- Steve Zahn trong vai Frank Heffley
- Chloë Grace Moretz trong vai Angie
- Karan Brar trong vai Chirag Gupta
- Grayson Russell trong vai Fregley Steadman
- Laine MacNeil trong vai Patty Farrell
- Alex Ferris trong vai Collin Lee
- Andrew McNee trong vai huấn luyện viên Malone
- Rob LaBelle trong vai Winsky
- Alf Humphreys trong vai Jefferson
- Belita Moreno trong vai Norton

## Giải thưởng
- 2011 Kids Choice Awards
  - Được đề cử Phim ưa thích, nhưng mất vào tay The Karate Kid (phim 2010)
- 32nd Young Artist Awards
  - Best actor in a feature film (Zach Gordon) (đề cử) mất vào tay Jaden Smith
  - Best supporting actor in a feature film (Robert Capron) (nomination) lost to Billy Unger
  - Best supporting actor in a feature film (Alex Ferris) (nomination) Lost to Billy Unger.
  - Best asemmblence in a feature film (Zach Gordon, Robert Capron, Devon Bostick, Chloë Grace Moretz, Laine MacNeil, Grayson Russell, Karan Brar, and Alex Ferris) (Won)
  - Nữ diễn viên phụ xuất sắc nhất (Laine MacNeil) (đề cử) mất vào tay Diandra Newlin và Stefanie Scott